# أغداش (تشاراويماق)
أغداش (بالفارسية: آغداش) هي منطقة سكنية تقع في Charuymaq-e Jonubesharqi Rural District في إيران.